# Paul Hekkert
Paulus Petrus Maria Hekkert (Deventer, 1963) is een Nederlands hoogleraar vormtheorie aan de faculteit Industrieel Ontwerpen Technische Universiteit Delft en hij is kernlid van de Sociaal Creatieve Raad.

## Levensloop
Hekkert studeerde bewegingswetenschappen aan de Vrije Universiteit in Amsterdam, en studeerde af op de psychologie van de waarneming en beleving. In 1995 promoveert hij onder Gerda Smets aan de TU Delft, met een proefschrift gaat over de determinanten van esthetische voorkeur, van simpele geometrische patronen tot kunstvoorwerpen tot consumentenproducten. Na 1995 wordt hij docent aan de TU Delft en in 2003 wordt Hekkert benoemd tot hoogleraar vormtheorie. Als hoofd van de sectie Design Aesthetics doet hij onderzoek naar het zintuiglijk waarnemen en de emotionele ervaring van producten.